# Tramlijn Roermond - Deurne
De tramlijn Roermond - Deurne was een tramlijn in Nederland tussen Roermond en Deurne.
De Centrale Limburgsche Spoorweg (Stoomtramweg) Maatschappij (CLS) werd op 28 augustus 1912 opgericht te Roermond. Op 18 juni 1915 begon de dienst op de metersporige stoomtramlijnen Roermond – Ittervoort grens (doorgaande lijn naar Maaseik). In 1915-1916 opende de lijn Roermond – Sint Odiliënberg – Vlodrop en in 1918-1919 Horn – Roggel – Meijel, in 1921 verlengd naar Deurne. De lijnen hadden een totale lengte van 72 km. Op 15 februari 1921 werd de CLS overgenomen door de LTM.